# يانوسية مقنزعة
يانوسية مقنزعة (الاسم العلمي: Janolus cristatus) هي نوع من الحيوانات تتبع جنس اليانوسية من فصيلة ظهريات الشرج.